# Mister Puerto Rico
Mister Puerto Rico es un título nacional otorgado a los hombres que representan a Puerto Rico en concursos internacionales de belleza masculina. El título femenino equivalente de Mister Puerto Rico es Miss Puerto Rico. 
A pesar de ser un territorio estadounidense, Puerto Rico participa en competencias deportivas y concursos de belleza internacionales bajo la bandera puertorriqueña como entidad separada de Estados Unidos. Al igual que en los Juegos Olímpicos desde 1948 y los Juegos Panamericanos desde 1955, Puerto Rico ha competido independientemente en concursos de belleza masculina desde 1994, cuando su representante debutó en Manhunt Internacional como Mister Puerto Rico.

## Títulos y clasificaciones

### Títulos y clasificaciones en concursos principales
Docenas de concursos de belleza masculina se llevan a cabo cada año, pero los conocidos como los Big Five  ("cinco grandes") se consideran los más prestigiosos, ampliamente cubiertos y transmitidos por los medios de comunicación internacionales. Estos concursos son: Manhunt Internacional, Mister Mundo, Mister Internacional, Mister Global y Mister Supranacional. Los concursos de Man of the World, Mister Grand Internacional y Men Universe Model ocasionalmente son incluidos entre los más importantes.
Hasta 2024, Puerto Rico ha ganado los siguientes títulos internacionales importantes:
| Concurso Principal         | Ganador | Mejor Clasificación | Mejor Clasificación       |
| -------------------------- | ------- | ------------------- | ------------------------- |
| Mister Mundo               | 2024    | Primer Finalista    | 1998 • 2016               |
| Manhunt Internacional      | 0       | Tercer Finalista    | 1995 • 1997 • 2012 • 2014 |
| Mister Internacional       | 0       | Top 10              | 2015 • 2017 • 2018        |
| Mister Global              | 0       | Top 8               | 2015                      |
| Mister Supranacional       | 0       | Cuarto Finalista    | 2022                      |
| Total                      | 1       |                     |                           |
| Man of the World           | 0       | Tercer Finalista    | 2023 • 2024               |
| Mister Grand Internacional | 2021    | Cuarto Finalista    | 2019                      |
| Men Universe Model         | 2017    | Tercer Finalista    | 2016                      |
| Total                      | 3       |                     |                           |

Hasta 2024, Puerto Rico ha producido los siguientes clasificaciones importantes: 
| Concurso Principal         | Suma | Año Clasificador                                      |
| -------------------------- | ---- | ----------------------------------------------------- |
| Mister Mundo               | 7    | 1996 • 1998 • 2007 • 2014 • 2016 • 2019 • 2024        |
| Manhunt Internacional      | 8    | 1995 • 1997 • 2005 • 2007 • 2012 • 2014 • 2018 • 2025 |
| Mister Internacional       | 6    | 2009 • 2014 • 2015 • 2017 • 2018 • 2023               |
| Mister Global              | 5    | 2015 • 2016 • 2017 • 2018 • 2024                      |
| Mister Supranacional       | 7    | 2016 • 2017 • 2018 • 2021 • 2022 • 2024 • 2025        |
| Total                      | 33   |                                                       |
| Man of the World           | 6    | 2017 • 2018 • 2022 • 2023 • 2024 • 2025               |
| Mister Grand Internacional | 2    | 2019 • 2021                                           |
| Men Universe Model         | 5    | 2010 • 2014 • 2015 • 2016 • 2017                      |
| Total                      | 46   |                                                       |

## Mister Mundo

### Historia
El representante para Míster Mundo de Puerto Rico es elegido por la organización de Mister Mundo Puerto Rico. 

### Clasificaciones
Puerto Rico tiene un ganador en Daniel Mejía, Mister Mundo 2024. Este título es el primero para Puerto Rico en los concursos principales, conocidos colectivamente como los Big Five ("cinco grandes"). 
Hasta 2024, Puerto Rico ha producido las siguientes clasificaciones:
| Posicionamiento   | Cantidad | Año         |
| ----------------- | -------- | ----------- |
| Ganador           | 1        | 2024        |
| Primer Finalista  | 2        | 1998 • 2016 |
| Segundo Finalista | 0        |             |
| Top 5             | 1        | 1996        |
| Top 10 o Top 12   | 2        | 2007 • 2014 |
| Top 30            | 1        | 2019        |
| Total             | 7        |             |

### Representantes
- Ganador de Mister Mundo
- Finalista en Top 5
- Semifinalista en Top 10 o Top 12
- Semifinalista  en Top 30

| Año  | Representante                                                                             | Pueblo                                                                                    | Posición                                                                                  | Premio |
| ---- | ----------------------------------------------------------------------------------------- | ----------------------------------------------------------------------------------------- | ----------------------------------------------------------------------------------------- | --- |
| 1996 | Eliseo Paulo Cortés Meléndez                                                              | Luquillo                                                                                  | Top 5                                                                                     | |
| 1997 | No se realizó el concurso en 1997                                                         | No se realizó el concurso en 1997                                                         | No se realizó el concurso en 1997                                                         | No se realizó el concurso en 1997 |
| 1998 | Germán Cardoso Méndez                                                                     | Bayamón                                                                                   | Primer Finalista                                                                          | |
| 1999 | No se realizó el concurso en 1999                                                         | No se realizó el concurso en 1999                                                         | No se realizó el concurso en 1999                                                         | No se realizó el concurso en 1999 |
| 2000 | Frank Daniel Rodríguez Robles                                                             | Toa Alta                                                                                  | No Clasificó                                                                              | |
| 2001 | No se realizó el concurso en 2001 y 2002                                                  | No se realizó el concurso en 2001 y 2002                                                  | No se realizó el concurso en 2001 y 2002                                                  | No se realizó el concurso en 2001 y 2002 |
| 2002 | No se realizó el concurso en 2001 y 2002                                                  | No se realizó el concurso en 2001 y 2002                                                  | No se realizó el concurso en 2001 y 2002                                                  | No se realizó el concurso en 2001 y 2002 |
| 2003 | Edwin Enrique Iglesias Colón                                                              | Guaynabo                                                                                  | No Clasificó                                                                              | |
| 2004 | No se realizó el concurso entre 2004 y 2006                                               | No se realizó el concurso entre 2004 y 2006                                               | No se realizó el concurso entre 2004 y 2006                                               | No se realizó el concurso entre 2004 y 2006 |
| 2005 | No se realizó el concurso entre 2004 y 2006                                               | No se realizó el concurso entre 2004 y 2006                                               | No se realizó el concurso entre 2004 y 2006                                               | No se realizó el concurso entre 2004 y 2006 |
| 2006 | No se realizó el concurso entre 2004 y 2006                                               | No se realizó el concurso entre 2004 y 2006                                               | No se realizó el concurso entre 2004 y 2006                                               | No se realizó el concurso entre 2004 y 2006 |
| 2007 | Ariel Romeo Quiñones Morales                                                              | Salinas                                                                                   | Top 12                                                                                    | |
| 2008 | No se realizó el concurso en 2008 y 2009                                                  | No se realizó el concurso en 2008 y 2009                                                  | No se realizó el concurso en 2008 y 2009                                                  | No se realizó el concurso en 2008 y 2009 |
| 2009 | No se realizó el concurso en 2008 y 2009                                                  | No se realizó el concurso en 2008 y 2009                                                  | No se realizó el concurso en 2008 y 2009                                                  | No se realizó el concurso en 2008 y 2009 |
| 2010 | Joshua Louis Dalmau Irizarry                                                              | Coamo                                                                                     | No Clasificó                                                                              | Ver lista - 2.° Finalista 100 m Relay |
| 2011 | No se realizó el concurso en 2011                                                         | No se realizó el concurso en 2011                                                         | No se realizó el concurso en 2011                                                         | No se realizó el concurso en 2011 |
| 2012 | Alberto Manuel Cerro López                                                                | Yabucoa                                                                                   | No Clasificó                                                                              | Ver lista - Top 12 Deportes - Top 15 Reto Extremo |
| 2013 | No se realizó el concurso en 2013                                                         | No se realizó el concurso en 2013                                                         | No se realizó el concurso en 2013                                                         | No se realizó el concurso en 2013 |
| 2014 | Alberto Horacio Martínez Kezner                                                           | Bayamón                                                                                   | Top 10                                                                                    | Ver lista - Top 13 Talento - Top 10 Reto Extremo |
| 2015 | No se realizó el concurso en 2015                                                         | No se realizó el concurso en 2015                                                         | No se realizó el concurso en 2015                                                         | No se realizó el concurso en 2015 |
| 2016 | Fernando Alberto Álvarez Soto                                                             | Coamo                                                                                     | Primer Finalista                                                                          | |
| 2017 | No se realizó el concurso en 2017 y 2018                                                  | No se realizó el concurso en 2017 y 2018                                                  | No se realizó el concurso en 2017 y 2018                                                  | No se realizó el concurso en 2017 y 2018 |
| 2018 | No se realizó el concurso en 2017 y 2018                                                  | No se realizó el concurso en 2017 y 2018                                                  | No se realizó el concurso en 2017 y 2018                                                  | No se realizó el concurso en 2017 y 2018 |
| 2019 | José Humberto Cotto Rodríguez                                                             | Río Grande                                                                                | Top 30                                                                                    | |
| 2020 | Debido al impacto de la pandemia de COVID-19, no se realizó el concurso entre 2020 y 2023 | Debido al impacto de la pandemia de COVID-19, no se realizó el concurso entre 2020 y 2023 | Debido al impacto de la pandemia de COVID-19, no se realizó el concurso entre 2020 y 2023 | Debido al impacto de la pandemia de COVID-19, no se realizó el concurso entre 2020 y 2023                                                                  |
| 2021 | Debido al impacto de la pandemia de COVID-19, no se realizó el concurso entre 2020 y 2023 | Debido al impacto de la pandemia de COVID-19, no se realizó el concurso entre 2020 y 2023 | Debido al impacto de la pandemia de COVID-19, no se realizó el concurso entre 2020 y 2023 | Debido al impacto de la pandemia de COVID-19, no se realizó el concurso entre 2020 y 2023                                                                  |
| 2022 | Debido al impacto de la pandemia de COVID-19, no se realizó el concurso entre 2020 y 2023 | Debido al impacto de la pandemia de COVID-19, no se realizó el concurso entre 2020 y 2023 | Debido al impacto de la pandemia de COVID-19, no se realizó el concurso entre 2020 y 2023 | Debido al impacto de la pandemia de COVID-19, no se realizó el concurso entre 2020 y 2023                                                                  |
| 2023 | Debido al impacto de la pandemia de COVID-19, no se realizó el concurso entre 2020 y 2023 | Debido al impacto de la pandemia de COVID-19, no se realizó el concurso entre 2020 y 2023 | Debido al impacto de la pandemia de COVID-19, no se realizó el concurso entre 2020 y 2023 | Debido al impacto de la pandemia de COVID-19, no se realizó el concurso entre 2020 y 2023                                                                  |
| 2024 | Daniel "Danny" Felipe Mejía Romero                                                        | San Juan                                                                                  | Mister Mundo 2024                                                                         | Ver lista - Mister Deportes - Mister Talento - 2.º Finalista Head-to-Head - Top 17 Multimedia - Top 20 Mejor Traje Nacional - Top 30 Belleza con Proposito |

## Manhunt Internacional

### Historia
El representante para Manhunt Internacional de Puerto Rico es elegido por la organización de Nuestra Belleza Puerto Rico, presidida por Miguel René Deliz y dirigida por Valeria Vázquez Latorre.

### Clasificaciones
Hasta 2025, Puerto Rico ha producido las siguientes clasificaciones:
| Posicionamiento   | Cantidad | Año                       |
| ----------------- | -------- | ------------------------- |
| Ganador           | 0        |                           |
| Primer Finalista  | 0        |                           |
| Segundo Finalista | 0        |                           |
| Tercer Finalista  | 4        | 1995 • 1997 • 2012 • 2014 |
| Cuarto Finalista  | 1        | 2005                      |
| Top 10            | 0        |                           |
| Top 15 o Top 20   | 3        | 2007 • 2018 • 2025        |
| Total             | 8        |                           |

### Representantes
- Ganador de Manhunt Internacional
- Finalista en Top 5
- Semifinalista en Top 10
- Semifinalista  en Top 15 o Top 20

| Año  | Representante                            | Pueblo                                   | Posición                                 | Premio                                            |
| ---- | ---------------------------------------- | ---------------------------------------- | ---------------------------------------- | ------------------------------------------------- |
| 1993 | Sin representación en 1993               | Sin representación en 1993               | Sin representación en 1993               | Sin representación en 1993                        |
| 1994 | Rico Jackson                             |                                          | No Clasificó                             |                                                   |
| 1995 | Javier Rodríguez                         |                                          | Tercer Finalista                         |                                                   |
| 1996 | No se realizó el concurso en 1996        | No se realizó el concurso en 1996        | No se realizó el concurso en 1996        | No se realizó el concurso en 1996                 |
| 1997 | Jonathan Rojas Ortega                    |                                          | Tercer Finalista                         |                                                   |
| 1998 | Sin representación en 1998               | Sin representación en 1998               | Sin representación en 1998               | Sin representación en 1998                        |
| 1999 | Cándido Torres                           | Cabo Rojo                                | No Clasificó                             | Mister Personalidad                               |
| 2000 | Francisco Torres                         |                                          | No Clasificó                             |                                                   |
| 2001 | Jorge Toledo Otero                       |                                          | No Clasificó                             |                                                   |
| 2002 | Carlos Antonio Castell Ortíz             |                                          | No Clasificó                             |                                                   |
| 2003 | No se realizó el concurso en 2003 y 2004 | No se realizó el concurso en 2003 y 2004 | No se realizó el concurso en 2003 y 2004 | No se realizó el concurso en 2003 y 2004          |
| 2004 | No se realizó el concurso en 2003 y 2004 | No se realizó el concurso en 2003 y 2004 | No se realizó el concurso en 2003 y 2004 | No se realizó el concurso en 2003 y 2004          |
| 2005 | Ariel Romeo Quiñones Morales             | Salinas                                  | Cuarto Finalista                         |                                                   |
| 2006 | Juan Carlos Frontado                     |                                          | No Clasificó                             | Ver lista - 2.° Finalista Mister Africa y Oceanía |
| 2007 | Justin Johnson Pérez                     |                                          | Top 15                                   | Ver lista - 2.° Finalista Mister Africa y Oceanía |
| 2008 | Eduardo de Cuba                          |                                          | No Clasificó                             | Ver lista - 2.° Finalista Mejor Modelo            |
| 2009 | No se realizó el concurso en 2009        | No se realizó el concurso en 2009        | No se realizó el concurso en 2009        | No se realizó el concurso en 2009                 |
| 2010 | Joel Rod                                 |                                          | No Clasificó                             |                                                   |
| 2011 | Sin representación en 2011               | Sin representación en 2011               | Sin representación en 2011               | Sin representación en 2011                        |
| 2012 | Jimmy Pérez Rivera                       | Corozal                                  | Tercer Finalista                         |                                                   |
| 2013 | No se realizó el concurso en 2013        | No se realizó el concurso en 2013        | No se realizó el concurso en 2013        | No se realizó el concurso en 2013                 |
| 2014 | Christián Trenche                        | San Juan                                 | Tercer Finalista                         |                                                   |
| 2015 | No se realizó el concurso en 2015        | No se realizó el concurso en 2015        | No se realizó el concurso en 2015        | No se realizó el concurso en 2015                 |
| 2016 | Sin representación en 2016               | Sin representación en 2016               | Sin representación en 2016               | Sin representación en 2016                        |
| 2017 | José Rafael Valdés Cotte                 | San Juan                                 | No Clasificó                             |                                                   |
| 2018 | Karlwiz Gutiérrez Collazo                | Las Marias                               | Top 16                                   | Mejor Físico                                      |
| 2019 | No se realizó el concurso en 2019        | No se realizó el concurso en 2019        | No se realizó el concurso en 2019        | No se realizó el concurso en 2019                 |
| 2020 | Sin representación en 2020               | Sin representación en 2020               | Sin representación en 2020               | Sin representación en 2020                        |
| 2021 | No se realizó el concurso en 2021        | No se realizó el concurso en 2021        | No se realizó el concurso en 2021        | No se realizó el concurso en 2021                 |
| 2022 | Sin representación en 2022               | Sin representación en 2022               | Sin representación en 2022               | Sin representación en 2022                        |
| 2023 | No se realizó el concurso en 2023        | No se realizó el concurso en 2023        | No se realizó el concurso en 2023        | No se realizó el concurso en 2023                 |
| 2024 | Edgar Gabriel Rivera Ortíz               | Bayamón                                  | No Clasificó                             | Mister Amistad                                    |
| 2025 | Jon Rivera Negrón                        | Corozal                                  | Top 20                                   |                                                   |

## Mister Internacional

### Historia
El representante para Mister Internacional de Puerto Rico es elegido en el certamen de Mister Beauty International Puerto Rico (MR.BIPR), presidido por Luis Vélez González. 

### Clasificaciones
Hasta 2023, Puerto Rico ha producido las siguientes clasificaciones:
| Posicionamiento   | Cantidad | Año                |
| ----------------- | -------- | ------------------ |
| Ganador           | 0        |                    |
| Primer Finalista  | 0        |                    |
| Segundo Finalista | 0        |                    |
| Tercer Finalista  | 0        |                    |
| Cuarto Finalista  | 0        |                    |
| Top 10            | 3        | 2015 • 2017 • 2018 |
| Top 15 o Top 20   | 3        | 2009 • 2014 • 2023 |
| Total             | 6        |                    |

### Representantes
- Ganador de Mister Internacional
- Finalista en Top 5
- Semifinalista en Top 10
- Semifinalista  en Top 15 o Top 20

| Año  | Representante                                                                             | Pueblo                                                                                    | Posición                                                                                  | Premio                                                                                    |
| ---- | ----------------------------------------------------------------------------------------- | ----------------------------------------------------------------------------------------- | ----------------------------------------------------------------------------------------- | ----------------------------------------------------------------------------------------- |
| 2006 | Sin representación entre 2006 y 2008                                                      | Sin representación entre 2006 y 2008                                                      | Sin representación entre 2006 y 2008                                                      | Sin representación entre 2006 y 2008                                                      |
| 2007 | Sin representación entre 2006 y 2008                                                      | Sin representación entre 2006 y 2008                                                      | Sin representación entre 2006 y 2008                                                      | Sin representación entre 2006 y 2008                                                      |
| 2008 | Sin representación entre 2006 y 2008                                                      | Sin representación entre 2006 y 2008                                                      | Sin representación entre 2006 y 2008                                                      | Sin representación entre 2006 y 2008                                                      |
| 2009 | Heri Francisco Quiles Sáez                                                                | Barranquitas                                                                              | Top 15                                                                                    |                                                                                           |
| 2010 | Sin representación entre 2010 y 2012                                                      | Sin representación entre 2010 y 2012                                                      | Sin representación entre 2010 y 2012                                                      | Sin representación entre 2010 y 2012                                                      |
| 2011 | Sin representación entre 2010 y 2012                                                      | Sin representación entre 2010 y 2012                                                      | Sin representación entre 2010 y 2012                                                      | Sin representación entre 2010 y 2012                                                      |
| 2012 | Sin representación entre 2010 y 2012                                                      | Sin representación entre 2010 y 2012                                                      | Sin representación entre 2010 y 2012                                                      | Sin representación entre 2010 y 2012                                                      |
| 2013 | Jimmy Pérez Rivera                                                                        | Corozal                                                                                   | No Clasificó                                                                              |                                                                                           |
| 2014 | Christian Daniel Ortíz González                                                           | San Juan                                                                                  | Top 15                                                                                    |                                                                                           |
| 2015 | Fernando Alberto Álvarez Soto                                                             | Coamo                                                                                     | Top 10                                                                                    | Ver lista - Mister Estrella Diamante - Mister Jabón Placenta - Top 10 Traje Típico        |
| 2016 | Francisco Vergara                                                                         | San Juan                                                                                  | No Clasificó                                                                              | Mister Fotogénico                                                                         |
| 2017 | Joseph Manuel Reyes Disdier                                                               | San Lorenzo                                                                               | Top 10                                                                                    |                                                                                           |
| 2018 | José Julian Rivera                                                                        | Vega Alta                                                                                 | Top 10                                                                                    |                                                                                           |
| 2019 | Debido al impacto de la pandemia de COVID-19, no se realizó el concurso entre 2019 y 2021 | Debido al impacto de la pandemia de COVID-19, no se realizó el concurso entre 2019 y 2021 | Debido al impacto de la pandemia de COVID-19, no se realizó el concurso entre 2019 y 2021 | Debido al impacto de la pandemia de COVID-19, no se realizó el concurso entre 2019 y 2021 |
| 2020 | Debido al impacto de la pandemia de COVID-19, no se realizó el concurso entre 2019 y 2021 | Debido al impacto de la pandemia de COVID-19, no se realizó el concurso entre 2019 y 2021 | Debido al impacto de la pandemia de COVID-19, no se realizó el concurso entre 2019 y 2021 | Debido al impacto de la pandemia de COVID-19, no se realizó el concurso entre 2019 y 2021 |
| 2021 | Debido al impacto de la pandemia de COVID-19, no se realizó el concurso entre 2019 y 2021 | Debido al impacto de la pandemia de COVID-19, no se realizó el concurso entre 2019 y 2021 | Debido al impacto de la pandemia de COVID-19, no se realizó el concurso entre 2019 y 2021 | Debido al impacto de la pandemia de COVID-19, no se realizó el concurso entre 2019 y 2021 |
| 2022 | Driel Souza                                                                               | San Juan                                                                                  | No Clasificó                                                                              |                                                                                           |
| 2023 | Joshua Yaddah Maldonado Cruz                                                              | Guaynabo                                                                                  | Top 20                                                                                    |                                                                                           |
| 2024 | José Enrique López Ramírez                                                                | Río Grande                                                                                | No Clasificó                                                                              |                                                                                           |
| 2025 | Jeremy López                                                                              | Camuy                                                                                     | TBA                                                                                       | TBA                                                                                       |

## Mister Global

### Historia
El representante para Mister Global de Puerto Rico es elegido por la organización de Mister Beauty International Puerto Rico (MR.BIPR), presidida por Luis Vélez González.

### Clasificaciones
Hasta 2024, Puerto Rico ha producido las siguientes clasificaciones:
| Posicionamiento   | Cantidad | Año                |
| ----------------- | -------- | ------------------ |
| Ganador           | 0        |                    |
| Primer Finalista  | 0        |                    |
| Segundo Finalista | 0        |                    |
| Tercer Finalista  | 0        |                    |
| Cuarto Finalista  | 0        |                    |
| Top 8 o Top 10    | 3        | 2015 • 2017 • 2024 |
| Top 16            | 2        | 2016 • 2018        |
| Total             | 5        |                    |

### Representantes
- Ganador de Mister Global
- Finalista en Top 5
- Semifinalista en Top 8 o Top 10
- Semifinalista  en Top 16

| Año  | Representante                                                                   | Pueblo                                                                          | Posición                                                                        | Premio                                                                          |
| ---- | ------------------------------------------------------------------------------- | ------------------------------------------------------------------------------- | ------------------------------------------------------------------------------- | ------------------------------------------------------------------------------- |
| 2014 | Sin representación en 2014                                                      | Sin representación en 2014                                                      | Sin representación en 2014                                                      | Sin representación en 2014                                                      |
| 2015 | José Enrique López Ramírez                                                      | Río Grande                                                                      | Top 8                                                                           | Mejor Físico                                                                    |
| 2016 | Dexter Colón                                                                    | Cayey                                                                           | Top 16                                                                          |                                                                                 |
| 2017 | Joshua Rojas Rivera                                                             | Arecibo                                                                         | Top 10                                                                          |                                                                                 |
| 2018 | Engel García Colón                                                              |                                                                                 | Top 16                                                                          |                                                                                 |
| 2019 | Edgar Irizarry                                                                  |                                                                                 | No Clasificó                                                                    |                                                                                 |
| 2020 | Debido al impacto de la pandemia de COVID-19, no se realizó el concurso en 2020 | Debido al impacto de la pandemia de COVID-19, no se realizó el concurso en 2020 | Debido al impacto de la pandemia de COVID-19, no se realizó el concurso en 2020 | Debido al impacto de la pandemia de COVID-19, no se realizó el concurso en 2020 |
| 2021 | Jomar Josué Pérez Adorno                                                        | Dorado                                                                          | No Clasificó                                                                    |                                                                                 |
| 2022 | Jorge Andrés Guzmán Santiago                                                    | Guayama                                                                         | No Clasificó                                                                    |                                                                                 |
| 2023 | Jordan O'Neill Cintrón Jiménez                                                  | San Germán                                                                      | No Clasificó                                                                    | Mejor Modelo                                                                    |
| 2024 | José Ali García Mora                                                            | San Juan                                                                        | Top 11                                                                          | Ver lista - 1.° Finalista Mister Popular Vote - 1.° Finalista Voice for Changes |
| 2025 | Edrick Morillo Santiago                                                         | Trujillo Alto                                                                   | TBA                                                                             | TBA                                                                             |

## Mister Supranacional

### Historia
El representante para Mister Supranacional de Puerto Rico es elegido por la organización de Nuestra Belleza Puerto Rico, presidida por Miguel René Deliz y dirigida por Valeria Vázquez Latorre.

### Clasificaciones
Hasta 2025, Puerto Rico ha producido las siguientes clasificaciones:
| Posicionamiento   | Cantidad | Año                              |
| ----------------- | -------- | -------------------------------- |
| Ganador           | 0        |                                  |
| Primer Finalista  | 0        |                                  |
| Segundo Finalista | 0        |                                  |
| Tercer Finalista  | 0        |                                  |
| Cuarto Finalista  | 1        | 2022                             |
| Top 10            | 1        | 2025                             |
| Top 20            | 5        | 2016 • 2017 • 2018 • 2021 • 2024 |
| Total             | 7        |                                  |

### Representantes
- Ganador de Mister Supranacional
- Finalista en Top 5
- Semifinalista en Top 10
- Semifinalista  en Top 20

| Año  | Representante                                                                   | Pueblo                                                                          | Posición                                                                        | Premio                                                                          |
| ---- | ------------------------------------------------------------------------------- | ------------------------------------------------------------------------------- | ------------------------------------------------------------------------------- | ------------------------------------------------------------------------------- |
| 2016 | Christián Trenche                                                               | San Juan                                                                        | Top 20                                                                          | Ver lista - Mejor en Reto General                                               |
| 2017 | Alexander Rivera Ortíz                                                          | Cidra                                                                           | Top 20                                                                          |                                                                                 |
| 2018 | José Alfredo Galarza Vargas                                                     | San Sebastián                                                                   | Top 20                                                                          | Ver lista - Mejor en Reto Deportivo                                             |
| 2019 | Héctor Manuel Rodríguez Vázquez                                                 | San Juan                                                                        | No Clasificó                                                                    |                                                                                 |
| 2020 | Debido al impacto de la pandemia de COVID-19, no se realizó el concurso en 2020 | Debido al impacto de la pandemia de COVID-19, no se realizó el concurso en 2020 | Debido al impacto de la pandemia de COVID-19, no se realizó el concurso en 2020 | Debido al impacto de la pandemia de COVID-19, no se realizó el concurso en 2020 |
| 2021 | Francisco Vergara                                                               | San Juan                                                                        | Top 20                                                                          | Ver lista - Top 5 Talent                                                        |
| 2022 | Heriberto Gabriel Rivera Olivera                                                | Mayagüez                                                                        | Cuarto Finalista                                                                | Ver lista - Mister Fotogénico - Top 10 Modelo                                   |
| 2023 | Rafael Pagán Negrón                                                             | Arecibo                                                                         | No Clasificó                                                                    |                                                                                 |
| 2024 | Cristian Yadiel González Pérez                                                  | Arecibo                                                                         | Top 20                                                                          |                                                                                 |
| 2025 | Anthony Delgado                                                                 | Bayamón                                                                         | Top 10                                                                          | Ver lista - Mister del Caribe - Top 10 Modelo                                   |

## Man of the World

### Historia
El representante para Man of the World de Puerto Rico es elegido por la organización de Man of the World Puerto Rico.

### Clasificaciones
Hasta 2025, Puerto Rico ha producido las siguientes clasificaciones:
| Posicionamiento   | Cantidad | Año                |
| ----------------- | -------- | ------------------ |
| Ganador           | 0        |                    |
| Primer Finalista  | 0        |                    |
| Segundo Finalista | 0        |                    |
| Tercer Finalista  | 2        | 2023 • 2024        |
| Cuarto Finalista  | 0        |                    |
| Top 10            | 1        | 2017               |
| Top 15            | 3        | 2018 • 2022 • 2025 |
| Total             | 6        |                    |

### Representantes
- Ganador de Man of the World
- Finalista en Top 5
- Semifinalista en Top 10
- Semifinalista  en Top 15

| Año  | Representante                                                                          | Pueblo                                                                                 | Posición                                                                               | Premio |
| ---- | -------------------------------------------------------------------------------------- | -------------------------------------------------------------------------------------- | -------------------------------------------------------------------------------------- | --- |
| 2017 | Enrique Antonio Santana Pérez                                                          | Carolina                                                                               | Top 10                                                                                 | |
| 2018 | Lennie Figueroa Ruiz                                                                   | Arecibo                                                                                | Top 17                                                                                 | Ver lista - 3.º Finalista en Mejor Fashion                                                                                            |
| 2019 | Sin representación en 2019                                                             | Sin representación en 2019                                                             | Sin representación en 2019                                                             | Sin representación en 2019 |
| 2020 | Debido al impacto de la pandemia de COVID-19, no se realizó el concurso en 2020 y 2021 | Debido al impacto de la pandemia de COVID-19, no se realizó el concurso en 2020 y 2021 | Debido al impacto de la pandemia de COVID-19, no se realizó el concurso en 2020 y 2021 | Debido al impacto de la pandemia de COVID-19, no se realizó el concurso en 2020 y 2021                                                |
| 2021 | Debido al impacto de la pandemia de COVID-19, no se realizó el concurso en 2020 y 2021 | Debido al impacto de la pandemia de COVID-19, no se realizó el concurso en 2020 y 2021 | Debido al impacto de la pandemia de COVID-19, no se realizó el concurso en 2020 y 2021 | Debido al impacto de la pandemia de COVID-19, no se realizó el concurso en 2020 y 2021                                                |
| 2022 | Reynaldo Amid Echevarría                                                               | Utuado                                                                                 | Top 15                                                                                 | Ver lista - 2.º Finalista en Entrevista de Proyecto Social                                                                            |
| 2023 | Robert Alexander Espaillat Pérez                                                       | Isabela                                                                                | Tercer Finalista                                                                       | Ver lista - 2.º Finalista Mejor Físico - Elegidi por el Público                                                                       |
| 2024 | Fernando Ezequiel Padín Rodríguez                                                      | Isabela                                                                                | Tercer Finalista                                                                       | Ver lista - Mejor en Ropa de Playa - Top 10 Mister Fotogénico y Mister Simpatía - Top 10 Ropa Formal, Ropa de Llegada y Traje de Baño |
| 2025 | Emanuel Rivera Román                                                                   |                                                                                        | Top 18                                                                                 | Ver lista - Top 10 Ropa de Playa - Top 10 Traje de Baño                                                                               |

## Mister Grand International

### Historia
El representante para Mister Grand International de Puerto Rico es elegido por la organización de LeCross Management.

### Clasificaciones
Hasta 2023, Puerto Rico ha producido las siguientes clasificaciones:
| Posicionamiento   | Cantidad | Año  |
| ----------------- | -------- | ---- |
| Ganador           | 1        | 2021 |
| Primer Finalista  | 0        |      |
| Segundo Finalista | 0        |      |
| Tercer Finalista  | 0        |      |
| Cuarto Finalista  | 1        | 2019 |
| Top 12            | 0        |      |
| Top 18            | 0        |      |
| Total             | 4        |      |

### Representantes
- Ganador de Mister Grand International
- Finalista en Top 3 o Top 5
- Semifinalista en Top 12
- Semifinalista  en Top 18

| Año  | Representante                                                                   | Pueblo                                                                          | Posición                                                                        | Premio                                                                          |
| ---- | ------------------------------------------------------------------------------- | ------------------------------------------------------------------------------- | ------------------------------------------------------------------------------- | ------------------------------------------------------------------------------- |
| 2017 | Engel García Colón                                                              |                                                                                 | No Clasificó                                                                    |                                                                                 |
| 2018 | Sin representación en 2018                                                      | Sin representación en 2018                                                      | Sin representación en 2018                                                      | Sin representación en 2018                                                      |
| 2019 | Gregory Núñez                                                                   |                                                                                 | Cuarto Finalista                                                                |                                                                                 |
| 2020 | Debido al impacto de la pandemia de COVID-19, no se realizó el concurso en 2020 | Debido al impacto de la pandemia de COVID-19, no se realizó el concurso en 2020 | Debido al impacto de la pandemia de COVID-19, no se realizó el concurso en 2020 | Debido al impacto de la pandemia de COVID-19, no se realizó el concurso en 2020 |
| 2021 | Fernando Ezequiel Padín Rodríguez                                               | Isabela                                                                         | Mister Grand Internacional 2021                                                 |                                                                                 |
| 2022 | Sin representación en 2022                                                      | Sin representación en 2022                                                      | Sin representación en 2022                                                      | Sin representación en 2022                                                      |
| 2023 | Julio Prieto Rivera                                                             | Gurabo                                                                          | No Clasificó                                                                    |                                                                                 |
| 2024 | TBA                                                                             | TBA                                                                             | TBA                                                                             | TBA                                                                             |

## Men Universe Model

### Historia
El representante puertorriqueño para Men Universe Model, también conocido como Mister Universe, es elegido por la organización de Men Universe Model Puerto Rico.

### Clasificaciones
Hasta 2023, Puerto Rico ha producido las siguientes clasificaciones:
| Posicionamiento   | Cantidad | Año         |
| ----------------- | -------- | ----------- |
| Ganador           | 1        | 2017        |
| Primer Finalista  | 0        |             |
| Segundo Finalista | 0        |             |
| Tercer Finalista  | 1        | 2016        |
| Cuarto Finalista  | 0        |             |
| Top 10            | 1        | 2014        |
| Top 15            | 2        | 2010 • 2015 |
| Total             | 5        |             |

### Representantes
- Ganador de Men Universe Model
- Finalista en Top 5
- Semifinalista en Top 10
- Semifinalista  en Top 15

| Año  | Representante                               | Pueblo                                      | Posición                                    | Premio                                      |
| ---- | ------------------------------------------- | ------------------------------------------- | ------------------------------------------- | ------------------------------------------- |
| 2008 | Sin representación en 2008                  | Sin representación en 2008                  | Sin representación en 2008                  | Sin representación en 2008                  |
| 2009 | Gilbert Pabón                               |                                             | No Clasificó                                |                                             |
| 2010 | Martín Morales                              |                                             | Top 15                                      |                                             |
| 2011 | Christian Javier López Padilla              | Cabo Rojo                                   | No Clasificó                                |                                             |
| 2012 | Sin representación en 2012                  | Sin representación en 2012                  | Sin representación en 2012                  | Sin representación en 2012                  |
| 2013 | Ian Tosté García                            | San Juan                                    | No Clasificó                                |                                             |
| 2014 | José Enrique López Ramírez                  | Río Grande                                  | Sexto Finalista                             | Mejor Cuerpo                                |
| 2015 | Zhavi Lay Schmidt                           |                                             | Top 13                                      |                                             |
| 2016 | Michael Cheverez Rivera                     | San Juan                                    | Tercer Finalista                            |                                             |
| 2017 | Kevin Montes                                | Bayamón                                     | Mister Universe Model 2017                  |                                             |
| 2018 | Jon Rivera Negrón                           | Corozal                                     | No Clasificó                                |                                             |
| 2019 | Bryan González                              |                                             | No Clasificó                                |                                             |
| 2020 | No se realizó el concurso entre 2020 y 2024 | No se realizó el concurso entre 2020 y 2024 | No se realizó el concurso entre 2020 y 2024 | No se realizó el concurso entre 2020 y 2024 |
| 2021 | No se realizó el concurso entre 2020 y 2024 | No se realizó el concurso entre 2020 y 2024 | No se realizó el concurso entre 2020 y 2024 | No se realizó el concurso entre 2020 y 2024 |
| 2022 | No se realizó el concurso entre 2020 y 2024 | No se realizó el concurso entre 2020 y 2024 | No se realizó el concurso entre 2020 y 2024 | No se realizó el concurso entre 2020 y 2024 |
| 2023 | No se realizó el concurso entre 2020 y 2024 | No se realizó el concurso entre 2020 y 2024 | No se realizó el concurso entre 2020 y 2024 | No se realizó el concurso entre 2020 y 2024 |
| 2024 | No se realizó el concurso entre 2020 y 2024 | No se realizó el concurso entre 2020 y 2024 | No se realizó el concurso entre 2020 y 2024 | No se realizó el concurso entre 2020 y 2024 |

## Representantes en losBig Five
Puerto Rico en los concursos Big Five ("cinco grandes") de Manhunt International, Mister Mundo, Mister Internacional, Mister Global y Mister Supranacional, los cuales son considerados los principales de la belleza masculina. También están incluidos los concursos de Man of the World, Mister Grand Internacional y Men Universe Model, los cuales son ocasionalmente considerados como importantes. Hasta 2024, Puerto Rico se ha desempeñado en estos concursos de la siguiente manera: 
Leyenda
- Ganador
- Finalista
- Semifinalista o Cuartofinalista

| Representantes de Puerto Rico | Representantes de Puerto Rico                                     | Representantes de Puerto Rico                                   | Representantes de Puerto Rico                                    | Representantes de Puerto Rico                                    | Representantes de Puerto Rico                                | Representantes de Puerto Rico                                     | Representantes de Puerto Rico                                          | Representantes de Puerto Rico                                                  |
| Última Edición                | 11.ª                                                              | 23.ª                                                            | 16.ª                                                             | 10.ª                                                             | 8.ª                                                          | 7.ª                                                               | 6.ª                                                                    | 12.ª                                                                           |
| Año                           | Mister Mundo                                                      | Manhunt Internacional                                           | Mister International                                             | Mister Global                                                    | Mister Supranational                                         | Man of the World                                                  | Mister Grand International                                             | Men Universe Model                                                             |
| ----------------------------- | ----------------------------------------------------------------- | --------------------------------------------------------------- | ---------------------------------------------------------------- | ---------------------------------------------------------------- | ------------------------------------------------------------ | ----------------------------------------------------------------- | ---------------------------------------------------------------------- | ------------------------------------------------------------------------------ |
| 2025                          | TBA                                                               | Jon Rivera Top 20                                               | TBA                                                              | TBA                                                              | Anthony Delgado Top 10                                       | Emanuel Rivera Top 18                                             | TBA                                                                    | No Celebrado                                                                   |
| 2024                          | Daniel Mejía GANADOR                                              | Edgar Rivera                                                    | José López                                                       | Ali García Top 11                                                | Cristian González Top 20                                     | Fernando Padín 3.er Finalista                                     | TBA                                                                    | No Celebrado                                                                   |
| 2023                          | No Celebrado                                                      | No Celebrado                                                    | Joshua Maldonado Top 20                                          | Jordan Cintrón                                                   | Rafael Pagán                                                 | Robert Espaillat 3.er Finalista                                   | Julio Prieto                                                           | No Celebrado                                                                   |
| 2022                          | No Celebrado                                                      | Sin Candidato                                                   | Driel Souza                                                      | Jorge Guzmán                                                     | Heriberto Rivera 4.º Finalista                               | Reynaldo Echevarría Top 15                                        | Sin Candidato                                                          | No Celebrado                                                                   |
| 2021                          | No Celebrado                                                      | No Celebrado                                                    | No Celebrado                                                     | Jomar Pérez                                                      | Francisco Vergara Top 10                                     | No Celebrado                                                      | Fernando Padín GANADOR                                                 | No Celebrado                                                                   |
| 2020                          | No Celebrado                                                      | Sin Candidato                                                   | No Celebrado                                                     | No Celebrado                                                     | No Celebrado                                                 | No Celebrado                                                      | No Celebrado                                                           | No Celebrado                                                                   |
| 2019                          | José Cotto Top 30                                                 | No Celebrado                                                    | No Celebrado                                                     | Edgar Irizarry                                                   | Hector Rodríguez                                             | Sin Candidato                                                     | Gregory Núñez 4.º Finalista                                            | Bryan González                                                                 |
| 2018                          | No Celebrado                                                      | Karlwiz Gutiérrez Top 10                                        | José Rivera Top 10                                               | Engel García Top 16                                              | José Galarza Top 10                                          | Lennie Figuero Top 17                                             | Sin Candidato                                                          | Jon Rivera                                                                     |
| 2017                          | No Celebrado                                                      | José Valdés                                                     | Joseph Disdier Top 10                                            | Joshua Rojas Top 10                                              | Alexander Rivera Top 17                                      | Enrique Santana Top 10                                            | Engel García                                                           | Kevin Montes GANADOR                                                           |
| 2016                          | Fernando Álvarez 1.er Finalista                                   | Sin Candidato                                                   | Francisco Vergara                                                | Dexter Colón Top 16                                              | Christián Trenche Top 20                                     | Certamen No Existía (Establecido en San Juan, Filipinas en 2017). | Certamen No Existía (Establecido en Ciudad Quezon, Filipinas en 2017). | Michael Cheverez 3.er Finalista                                                |
| 2015                          | No Celebrado                                                      | No Celebrado                                                    | Fernando Álvarez Top 10                                          | José Lopéz Top 8                                                 | Certamen No Existía (Establecido en Płock, Polonia en 2016). | Certamen No Existía (Establecido en San Juan, Filipinas en 2017). | Certamen No Existía (Establecido en Ciudad Quezon, Filipinas en 2017). | Zhavi Lay Top 13                                                               |
| 2014                          | Alberto Martínez Top 10                                           | Christián Trenche 3.er Finalista                                | Christian Ortíz Top 15                                           | Sin Candidato                                                    | Certamen No Existía (Establecido en Płock, Polonia en 2016). | Certamen No Existía (Establecido en San Juan, Filipinas en 2017). | Certamen No Existía (Establecido en Ciudad Quezon, Filipinas en 2017). | José López 6.º Finalista                                                       |
| 2013                          | No Celebrado                                                      | No Celebrado                                                    | Jimmy Pérez                                                      | Certamen No Existía (Establecido en Bangkok, Tailandia en 2014). | Certamen No Existía (Establecido en Płock, Polonia en 2016). | Certamen No Existía (Establecido en San Juan, Filipinas en 2017). | Certamen No Existía (Establecido en Ciudad Quezon, Filipinas en 2017). | Ian Tosté                                                                      |
| 2012                          | Alberto Cerro                                                     | Jimmy Pérez 3.er Finalista                                      | Sin Candidato                                                    | Certamen No Existía (Establecido en Bangkok, Tailandia en 2014). | Certamen No Existía (Establecido en Płock, Polonia en 2016). | Certamen No Existía (Establecido en San Juan, Filipinas en 2017). | Certamen No Existía (Establecido en Ciudad Quezon, Filipinas en 2017). | Sin Candidato                                                                  |
| 2011                          | Sin Candidato                                                     | No Celebrado                                                    | Sin Candidato                                                    | Certamen No Existía (Establecido en Bangkok, Tailandia en 2014). | Certamen No Existía (Establecido en Płock, Polonia en 2016). | Certamen No Existía (Establecido en San Juan, Filipinas en 2017). | Certamen No Existía (Establecido en Ciudad Quezon, Filipinas en 2017). | Christian López                                                                |
| 2010                          | Joshua Dalmau                                                     | Joel Rod                                                        | Sin Candidato                                                    | Certamen No Existía (Establecido en Bangkok, Tailandia en 2014). | Certamen No Existía (Establecido en Płock, Polonia en 2016). | Certamen No Existía (Establecido en San Juan, Filipinas en 2017). | Certamen No Existía (Establecido en Ciudad Quezon, Filipinas en 2017). | Martín Morales Top 15                                                          |
| 2009                          | No Celebrado                                                      | No Celebrado                                                    | Heri Quiles Top 15                                               | Certamen No Existía (Establecido en Bangkok, Tailandia en 2014). | Certamen No Existía (Establecido en Płock, Polonia en 2016). | Certamen No Existía (Establecido en San Juan, Filipinas en 2017). | Certamen No Existía (Establecido en Ciudad Quezon, Filipinas en 2017). | Gilbert Pabón                                                                  |
| 2008                          | No Celebrado                                                      | Eduardo de Cuba                                                 | Sin Candidato                                                    | Certamen No Existía (Establecido en Bangkok, Tailandia en 2014). | Certamen No Existía (Establecido en Płock, Polonia en 2016). | Certamen No Existía (Establecido en San Juan, Filipinas en 2017). | Certamen No Existía (Establecido en Ciudad Quezon, Filipinas en 2017). | Sin Candidato                                                                  |
| 2007                          | Ariel Quiñones Top 12                                             | Justin Johnson Top 15                                           | Sin Candidato                                                    | Certamen No Existía (Establecido en Bangkok, Tailandia en 2014). | Certamen No Existía (Establecido en Płock, Polonia en 2016). | Certamen No Existía (Establecido en San Juan, Filipinas en 2017). | Certamen No Existía (Establecido en Ciudad Quezon, Filipinas en 2017). | Certamen No Existía (Establecido en Punta Cana, República Dominicana en 2008). |
| 2006                          | No Celebrado                                                      | Carlos Frontado                                                 | Sin Candidato                                                    | Certamen No Existía (Establecido en Bangkok, Tailandia en 2014). | Certamen No Existía (Establecido en Płock, Polonia en 2016). | Certamen No Existía (Establecido en San Juan, Filipinas en 2017). | Certamen No Existía (Establecido en Ciudad Quezon, Filipinas en 2017). | Certamen No Existía (Establecido en Punta Cana, República Dominicana en 2008). |
| 2005                          | No Celebrado                                                      | Ariel Quiñones 4.º Finalista                                    | Certamen No Existía (Establecido en Bangkok, Tailandia en 2006). | Certamen No Existía (Establecido en Bangkok, Tailandia en 2014). | Certamen No Existía (Establecido en Płock, Polonia en 2016). | Certamen No Existía (Establecido en San Juan, Filipinas en 2017). | Certamen No Existía (Establecido en Ciudad Quezon, Filipinas en 2017). | Certamen No Existía (Establecido en Punta Cana, República Dominicana en 2008). |
| 2004                          | No Celebrado                                                      | No Celebrado                                                    | Certamen No Existía (Establecido en Bangkok, Tailandia en 2006). | Certamen No Existía (Establecido en Bangkok, Tailandia en 2014). | Certamen No Existía (Establecido en Płock, Polonia en 2016). | Certamen No Existía (Establecido en San Juan, Filipinas en 2017). | Certamen No Existía (Establecido en Ciudad Quezon, Filipinas en 2017). | Certamen No Existía (Establecido en Punta Cana, República Dominicana en 2008). |
| 2003                          | Edwin Iglesias                                                    | No Celebrado                                                    | Certamen No Existía (Establecido en Bangkok, Tailandia en 2006). | Certamen No Existía (Establecido en Bangkok, Tailandia en 2014). | Certamen No Existía (Establecido en Płock, Polonia en 2016). | Certamen No Existía (Establecido en San Juan, Filipinas en 2017). | Certamen No Existía (Establecido en Ciudad Quezon, Filipinas en 2017). | Certamen No Existía (Establecido en Punta Cana, República Dominicana en 2008). |
| 2002                          | No Celebrado                                                      | Carlos Castell                                                  | Certamen No Existía (Establecido en Bangkok, Tailandia en 2006). | Certamen No Existía (Establecido en Bangkok, Tailandia en 2014). | Certamen No Existía (Establecido en Płock, Polonia en 2016). | Certamen No Existía (Establecido en San Juan, Filipinas en 2017). | Certamen No Existía (Establecido en Ciudad Quezon, Filipinas en 2017). | Certamen No Existía (Establecido en Punta Cana, República Dominicana en 2008). |
| 2001                          | No Celebrado                                                      | Jorge Toledo                                                    | Certamen No Existía (Establecido en Bangkok, Tailandia en 2006). | Certamen No Existía (Establecido en Bangkok, Tailandia en 2014). | Certamen No Existía (Establecido en Płock, Polonia en 2016). | Certamen No Existía (Establecido en San Juan, Filipinas en 2017). | Certamen No Existía (Establecido en Ciudad Quezon, Filipinas en 2017). | Certamen No Existía (Establecido en Punta Cana, República Dominicana en 2008). |
| 2000                          | Frank Rodríguez                                                   | Francisco Torres                                                | Certamen No Existía (Establecido en Bangkok, Tailandia en 2006). | Certamen No Existía (Establecido en Bangkok, Tailandia en 2014). | Certamen No Existía (Establecido en Płock, Polonia en 2016). | Certamen No Existía (Establecido en San Juan, Filipinas en 2017). | Certamen No Existía (Establecido en Ciudad Quezon, Filipinas en 2017). | Certamen No Existía (Establecido en Punta Cana, República Dominicana en 2008). |
| 1999                          | No Celebrado                                                      | Cándido Torres                                                  | Certamen No Existía (Establecido en Bangkok, Tailandia en 2006). | Certamen No Existía (Establecido en Bangkok, Tailandia en 2014). | Certamen No Existía (Establecido en Płock, Polonia en 2016). | Certamen No Existía (Establecido en San Juan, Filipinas en 2017). | Certamen No Existía (Establecido en Ciudad Quezon, Filipinas en 2017). | Certamen No Existía (Establecido en Punta Cana, República Dominicana en 2008). |
| 1998                          | Germán Cardoso 1.er Finalista                                     | Sin Candidato                                                   | Certamen No Existía (Establecido en Bangkok, Tailandia en 2006). | Certamen No Existía (Establecido en Bangkok, Tailandia en 2014). | Certamen No Existía (Establecido en Płock, Polonia en 2016). | Certamen No Existía (Establecido en San Juan, Filipinas en 2017). | Certamen No Existía (Establecido en Ciudad Quezon, Filipinas en 2017). | Certamen No Existía (Establecido en Punta Cana, República Dominicana en 2008). |
| 1997                          | No Celebrado                                                      | Jonathan Rojas 3.er Finalista                                   | Certamen No Existía (Establecido en Bangkok, Tailandia en 2006). | Certamen No Existía (Establecido en Bangkok, Tailandia en 2014). | Certamen No Existía (Establecido en Płock, Polonia en 2016). | Certamen No Existía (Establecido en San Juan, Filipinas en 2017). | Certamen No Existía (Establecido en Ciudad Quezon, Filipinas en 2017). | Certamen No Existía (Establecido en Punta Cana, República Dominicana en 2008). |
| 1996                          | Eliseo Cortés Top 5                                               | No Celebrado                                                    | Certamen No Existía (Establecido en Bangkok, Tailandia en 2006). | Certamen No Existía (Establecido en Bangkok, Tailandia en 2014). | Certamen No Existía (Establecido en Płock, Polonia en 2016). | Certamen No Existía (Establecido en San Juan, Filipinas en 2017). | Certamen No Existía (Establecido en Ciudad Quezon, Filipinas en 2017). | Certamen No Existía (Establecido en Punta Cana, República Dominicana en 2008). |
| 1995                          | Certamen No Existía (Establecido en Londres, Inglaterra en 1996). | Javier Rodríguez 3.er Finalista                                 | Certamen No Existía (Establecido en Bangkok, Tailandia en 2006). | Certamen No Existía (Establecido en Bangkok, Tailandia en 2014). | Certamen No Existía (Establecido en Płock, Polonia en 2016). | Certamen No Existía (Establecido en San Juan, Filipinas en 2017). | Certamen No Existía (Establecido en Ciudad Quezon, Filipinas en 2017). | Certamen No Existía (Establecido en Punta Cana, República Dominicana en 2008). |
| 1994                          | Certamen No Existía (Establecido en Londres, Inglaterra en 1996). | Rico Jackson                                                    | Certamen No Existía (Establecido en Bangkok, Tailandia en 2006). | Certamen No Existía (Establecido en Bangkok, Tailandia en 2014). | Certamen No Existía (Establecido en Płock, Polonia en 2016). | Certamen No Existía (Establecido en San Juan, Filipinas en 2017). | Certamen No Existía (Establecido en Ciudad Quezon, Filipinas en 2017). | Certamen No Existía (Establecido en Punta Cana, República Dominicana en 2008). |
| 1993                          | Certamen No Existía (Establecido en Londres, Inglaterra en 1996). | Sin Candidato                                                   | Certamen No Existía (Establecido en Bangkok, Tailandia en 2006). | Certamen No Existía (Establecido en Bangkok, Tailandia en 2014). | Certamen No Existía (Establecido en Płock, Polonia en 2016). | Certamen No Existía (Establecido en San Juan, Filipinas en 2017). | Certamen No Existía (Establecido en Ciudad Quezon, Filipinas en 2017). | Certamen No Existía (Establecido en Punta Cana, República Dominicana en 2008). |
| 1992                          | Certamen No Existía (Establecido en Londres, Inglaterra en 1996). | Certamen No Existía (Establecido en Sídney, Australia en 1993). | Certamen No Existía (Establecido en Bangkok, Tailandia en 2006). | Certamen No Existía (Establecido en Bangkok, Tailandia en 2014). | Certamen No Existía (Establecido en Płock, Polonia en 2016). | Certamen No Existía (Establecido en San Juan, Filipinas en 2017). | Certamen No Existía (Establecido en Ciudad Quezon, Filipinas en 2017). | Certamen No Existía (Establecido en Punta Cana, República Dominicana en 2008). |

| Certamen                   | Clasificación | Ganador   |
| -------------------------- | ------------- | --------- |
| Mister Mundo               | 7             | 2024      |
| Manhunt International      | 8             | 0         |
| Mister Internacional       | 6             | 0         |
| Mister Global              | 5             | 0         |
| Mister Supranacional       | 7             | 0         |
| Man of the World           | 6             | 0         |
| Mister Grand International | 2             | 2021      |
| Men Universe Model         | 5             | 2017      |
| Total                      | 46            | 3 Títulos |

## Man of The Year

### Historia
El representante para Man of The Year de Puerto Rico es elegido en el certamen de Mister Beauty International Puerto Rico (MR.BIPR), presidido por Luis Vélez González.

### Clasificaciones
Hasta 2024, Puerto Rico ha producido las siguientes clasificaciones:
| Posicionamiento   | Cantidad | Año  |
| ----------------- | -------- | ---- |
| Ganador           | 0        |      |
| Primer Finalista  | 0        |      |
| Segundo Finalista | 1        | 2024 |
| Tercer Finalista  | 0        |      |
| Cuarto Finalista  | 0        |      |
| Top 8             | 1        | 2023 |
| Total             | 1        |      |

### Representantes
- Ganador de Man of The Year
- Finalista en Top 5
- Semifinalista en Top 8

| Año  | Representante                                                                          | Pueblo                                                                                 | Posición                                                                               | Premio                                                                                 |
| ---- | -------------------------------------------------------------------------------------- | -------------------------------------------------------------------------------------- | -------------------------------------------------------------------------------------- | -------------------------------------------------------------------------------------- |
| 2016 | Sin representación en 2016                                                             | Sin representación en 2016                                                             | Sin representación en 2016                                                             | Sin representación en 2016                                                             |
| 2017 | Yadiel Pagán Cruz                                                                      |                                                                                        | No compitió en 2017                                                                    | No compitió en 2017                                                                    |
| 2018 | Sin representación en 2018 y 2019                                                      | Sin representación en 2018 y 2019                                                      | Sin representación en 2018 y 2019                                                      | Sin representación en 2018 y 2019                                                      |
| 2019 | Sin representación en 2018 y 2019                                                      | Sin representación en 2018 y 2019                                                      | Sin representación en 2018 y 2019                                                      | Sin representación en 2018 y 2019                                                      |
| 2020 | Debido al impacto de la pandemia de COVID-19, no se realizó el concurso en 2020 y 2021 | Debido al impacto de la pandemia de COVID-19, no se realizó el concurso en 2020 y 2021 | Debido al impacto de la pandemia de COVID-19, no se realizó el concurso en 2020 y 2021 | Debido al impacto de la pandemia de COVID-19, no se realizó el concurso en 2020 y 2021 |
| 2021 | Debido al impacto de la pandemia de COVID-19, no se realizó el concurso en 2020 y 2021 | Debido al impacto de la pandemia de COVID-19, no se realizó el concurso en 2020 y 2021 | Debido al impacto de la pandemia de COVID-19, no se realizó el concurso en 2020 y 2021 | Debido al impacto de la pandemia de COVID-19, no se realizó el concurso en 2020 y 2021 |
| 2022 | Sin representación en 2022                                                             | Sin representación en 2022                                                             | Sin representación en 2022                                                             | Sin representación en 2022                                                             |
| 2023 | Kevin Javier Ayala Soto                                                                | Trujillo Alto                                                                          | Top 8                                                                                  | Ver lista - Top 3 Más Masculino                                                        |
| 2024 | Jomar Nuñez Lozano                                                                     | Cayey                                                                                  | Segundo Finalista                                                                      | Masterly                                                                               |
| 2025 | Ángel Zayas                                                                            | San Juan                                                                               | TBA                                                                                    | TBA                                                                                    |

## Mister National Universe

### Historia
El representante para Mister National Universe de Puerto Rico es elegido en el certamen de Mister Beauty International Puerto Rico (MR.BIPR), presidido por Luis Vélez González.

### Clasificaciones
Hasta 2025, Puerto Rico ha producido las siguientes clasificaciones:
| Posicionamiento   | Cantidad | Año         |
| ----------------- | -------- | ----------- |
| Ganador           | 1        | 2025        |
| Primer Finalista  | 1        | 2024        |
| Segundo Finalista | 0        |             |
| Tercer Finalista  | 0        |             |
| Cuarto Finalista  | 0        |             |
| Top 10            | 2        | 2018 • 2019 |
| Total             | 4        |             |

### Representantes
- Ganador de Mister National Universe
- Finalista en Top 5
- Semifinalista en Top 10

| Año  | Representante                                                                          | Pueblo                                                                                 | Posición                                                                               | Premio                                                                                 |
| ---- | -------------------------------------------------------------------------------------- | -------------------------------------------------------------------------------------- | -------------------------------------------------------------------------------------- | -------------------------------------------------------------------------------------- |
| 2017 | Sin representación en 2017                                                             | Sin representación en 2017                                                             | Sin representación en 2017                                                             | Sin representación en 2017                                                             |
| 2018 | Jael Calcaño                                                                           | Carolina                                                                               | Top 10                                                                                 |                                                                                        |
| 2019 | Axel Cardenales                                                                        | Carolina                                                                               | Top 10                                                                                 | Mister Elegance                                                                        |
| 2020 | Debido al impacto de la pandemia de COVID-19, no se realizó el concurso en 2020 y 2021 | Debido al impacto de la pandemia de COVID-19, no se realizó el concurso en 2020 y 2021 | Debido al impacto de la pandemia de COVID-19, no se realizó el concurso en 2020 y 2021 | Debido al impacto de la pandemia de COVID-19, no se realizó el concurso en 2020 y 2021 |
| 2021 | Debido al impacto de la pandemia de COVID-19, no se realizó el concurso en 2020 y 2021 | Debido al impacto de la pandemia de COVID-19, no se realizó el concurso en 2020 y 2021 | Debido al impacto de la pandemia de COVID-19, no se realizó el concurso en 2020 y 2021 | Debido al impacto de la pandemia de COVID-19, no se realizó el concurso en 2020 y 2021 |
| 2022 | Sin representación en 2022 y 2023                                                      | Sin representación en 2022 y 2023                                                      | Sin representación en 2022 y 2023                                                      | Sin representación en 2022 y 2023                                                      |
| 2023 | Sin representación en 2022 y 2023                                                      | Sin representación en 2022 y 2023                                                      | Sin representación en 2022 y 2023                                                      | Sin representación en 2022 y 2023                                                      |
| 2024 | Driel Souza                                                                            | San Juan                                                                               | Primer Finalista                                                                       |                                                                                        |
| 2025 | Dylan De Jesús Rodríguez                                                               | Cabo Rojo                                                                              | Mister National Universe 2025                                                          |                                                                                        |

## Mister Tourism World

### Historia
El representante para Mister Tourism World de Puerto Rico es elegido por la organización de Mister Beauty International Puerto Rico (MR.BIPR), presidida por Luis Vélez González.

### Clasificaciones
Hasta 2023, Puerto Rico ha producido las siguientes clasificaciones:
| Posicionamiento   | Cantidad | Año         |
| ----------------- | -------- | ----------- |
| Ganador           | 0        |             |
| Primer Finalista  | 2        | 2019 • 2021 |
| Segundo Finalista | 0        |             |
| Tercer Finalista  | 0        |             |
| Cuarto Finalista  | 0        |             |
| Top 12 o Top 20   | 2        | 2022 • 2023 |
| Total             | 4        |             |

### Representantes
- Ganador de Mister Tourism World
- Finalista en Top 5
- Semifinalista en Top 12 o Top 20

| Año  | Representante                                                                   | Pueblo                                                                          | Posición                                                                        | Premio                                                                          |
| ---- | ------------------------------------------------------------------------------- | ------------------------------------------------------------------------------- | ------------------------------------------------------------------------------- | ------------------------------------------------------------------------------- |
| 2016 | Sin representación entre 2016 y 2018                                            | Sin representación entre 2016 y 2018                                            | Sin representación entre 2016 y 2018                                            | Sin representación entre 2016 y 2018                                            |
| 2017 | Sin representación entre 2016 y 2018                                            | Sin representación entre 2016 y 2018                                            | Sin representación entre 2016 y 2018                                            | Sin representación entre 2016 y 2018                                            |
| 2018 | Sin representación entre 2016 y 2018                                            | Sin representación entre 2016 y 2018                                            | Sin representación entre 2016 y 2018                                            | Sin representación entre 2016 y 2018                                            |
| 2019 | Jomar Josué Pérez Adorno                                                        | Dorado                                                                          | Primer Finalista                                                                |                                                                                 |
| 2020 | Debido al impacto de la pandemia de COVID-19, no se realizó el concurso en 2020 | Debido al impacto de la pandemia de COVID-19, no se realizó el concurso en 2020 | Debido al impacto de la pandemia de COVID-19, no se realizó el concurso en 2020 | Debido al impacto de la pandemia de COVID-19, no se realizó el concurso en 2020 |
| 2021 | José Ali García Mora                                                            | San Juan                                                                        | Primer Finalista                                                                | Ver lista - Mejor Físico - Mejor Ropa Formal - 1.ª Finalista Mejor Talento      |
| 2022 | Edgar Joel Acevedo Otero                                                        | Morovis                                                                         | Top 17                                                                          |                                                                                 |
| 2023 | Daniel Delgado Ramos                                                            | Sabana Grande                                                                   | Top 12                                                                          |                                                                                 |
| 2024 | No se realizó el concurso en 2024                                               | No se realizó el concurso en 2024                                               | No se realizó el concurso en 2024                                               | No se realizó el concurso en 2024                                               |
| 2025 | Hector Louis Rodríguez                                                          | Guayama                                                                         | No compitió en 2025                                                             | No compitió en 2025                                                             |

## Mister Turismo Internacional

### Historia
El representante para Mister Turismo Internacional de Puerto Rico es elegido por la organización de Mister Turismo Internacional Puerto Rico.

### Clasificaciones
Hasta 2023, Puerto Rico ha producido las siguientes clasificaciones:
| Posicionamiento   | Cantidad | Año  |
| ----------------- | -------- | ---- |
| Ganador           | 1        | 2015 |
| Primer Finalista  | 1        | 2013 |
| Segundo Finalista | 1        | 2001 |
| Tercer Finalista  | 0        |      |
| Cuarto Finalista  | 0        |      |
| Top 10            | 1        | 2014 |
| Total             | 4        |      |

### Representantes
- Ganador de Mister Turismo Internacional
- Finalista en Top 3
- Semifinalista en Top 10

| Año  | Representante                               | Pueblo                                      | Posición                                    | Premio                                                       |
| ---- | ------------------------------------------- | ------------------------------------------- | ------------------------------------------- | ------------------------------------------------------------ |
| 2001 | Se Desconoce Nombre                         |                                             | Segundo Finalista                           |                                                              |
| 2002 | Se Desconoce Nombre                         |                                             | No Clasificó                                |                                                              |
| 2003 | No se realizó el concurso entre 2003 y 2009 | No se realizó el concurso entre 2003 y 2009 | No se realizó el concurso entre 2003 y 2009 | No se realizó el concurso entre 2003 y 2009                  |
| 2004 | No se realizó el concurso entre 2003 y 2009 | No se realizó el concurso entre 2003 y 2009 | No se realizó el concurso entre 2003 y 2009 | No se realizó el concurso entre 2003 y 2009                  |
| 2005 | No se realizó el concurso entre 2003 y 2009 | No se realizó el concurso entre 2003 y 2009 | No se realizó el concurso entre 2003 y 2009 | No se realizó el concurso entre 2003 y 2009                  |
| 2006 | No se realizó el concurso entre 2003 y 2009 | No se realizó el concurso entre 2003 y 2009 | No se realizó el concurso entre 2003 y 2009 | No se realizó el concurso entre 2003 y 2009                  |
| 2007 | No se realizó el concurso entre 2003 y 2009 | No se realizó el concurso entre 2003 y 2009 | No se realizó el concurso entre 2003 y 2009 | No se realizó el concurso entre 2003 y 2009                  |
| 2008 | No se realizó el concurso entre 2003 y 2009 | No se realizó el concurso entre 2003 y 2009 | No se realizó el concurso entre 2003 y 2009 | No se realizó el concurso entre 2003 y 2009                  |
| 2009 | No se realizó el concurso entre 2003 y 2009 | No se realizó el concurso entre 2003 y 2009 | No se realizó el concurso entre 2003 y 2009 | No se realizó el concurso entre 2003 y 2009                  |
| 2010 | Sin representación en 2010                  | Sin representación en 2010                  | Sin representación en 2010                  | Sin representación en 2010                                   |
| 2011 | No se realizó el concurso en 2011           | No se realizó el concurso en 2011           | No se realizó el concurso en 2011           | No se realizó el concurso en 2011                            |
| 2012 | Sin representación en 2012                  | Sin representación en 2012                  | Sin representación en 2012                  | Sin representación en 2012                                   |
| 2013 | Phillips Batista                            | Arecibo                                     | Primer Finalista                            | Ver lista - Mister Fotogénico - Mister Prensa - Mejor Imagen |
| 2014 | Christian Torres                            | Bayamón                                     | Top 10                                      |                                                              |
| 2015 | José Alfredo Galarza Vargas                 | San Sebastián                               | Mister Turismo Internacional 2015           |                                                              |
| 2016 | No se ha realizado el concurso desde 2016   | No se ha realizado el concurso desde 2016   | No se ha realizado el concurso desde 2016   | No se ha realizado el concurso desde 2016                    |

## Mister Model International

### Historia
El representante para Mister Model International de Puerto Rico es elegido por la organización de LeCross Management.

### Clasificaciones
Hasta 2024, Puerto Rico ha producido las siguientes clasificaciones:
| Posicionamiento   | Cantidad | Año         |
| ----------------- | -------- | ----------- |
| Ganador           | 2        | 2015 • 2021 |
| Primer Finalista  | 1        | 2014        |
| Segundo Finalista | 0        |             |
| Tercer Finalista  | 1        | 2019        |
| Cuarto Finalista  | 0        |             |
| Top 6 o Top 10    | 1        | 2024        |
| Top 16            | 2        | 2018 • 2025 |
| Total             | 7        |             |

### Representantes
- Ganador de Mister Model International
- Finalista en Top 3 o Top 5
- Semifinalista en Top 6 or Top 10
- Semifinalista  en Top 16

| Año  | Representante                                                                   | Pueblo                                                                          | Posición                                                                        | Premio                                                                          |
| ---- | ------------------------------------------------------------------------------- | ------------------------------------------------------------------------------- | ------------------------------------------------------------------------------- | ------------------------------------------------------------------------------- |
| 2013 | Sin representación en 2013                                                      | Sin representación en 2013                                                      | Sin representación en 2013                                                      | Sin representación en 2013                                                      |
| 2014 | Josué Amado Borges                                                              | San Lorenzo                                                                     | Primer Finalista                                                                |                                                                                 |
| 2015 | Melvin Roman                                                                    |                                                                                 | Mister Model Internacional 2015                                                 |                                                                                 |
| 2016 | Sin representación en 2016                                                      | Sin representación en 2016                                                      | Sin representación en 2016                                                      | Sin representación en 2016                                                      |
| 2017 | No se realizó el concurso en 2017                                               | No se realizó el concurso en 2017                                               | No se realizó el concurso en 2017                                               | No se realizó el concurso en 2017                                               |
| 2018 | James Feliciano                                                                 | Ponce                                                                           | Top 16                                                                          |                                                                                 |
| 2019 | José Manuel Rosario Martínez                                                    | Villalba                                                                        | Tercer Finalista                                                                |                                                                                 |
| 2020 | Debido al impacto de la pandemia de COVID-19, no se realizó el concurso en 2020 | Debido al impacto de la pandemia de COVID-19, no se realizó el concurso en 2020 | Debido al impacto de la pandemia de COVID-19, no se realizó el concurso en 2020 | Debido al impacto de la pandemia de COVID-19, no se realizó el concurso en 2020 |
| 2021 | Bryan Matos                                                                     | Hatillo                                                                         | Mister Model Internacional 2021                                                 |                                                                                 |
| 2022 | No se realizó el concurso en 2022 y 2023                                        | No se realizó el concurso en 2022 y 2023                                        | No se realizó el concurso en 2022 y 2023                                        | No se realizó el concurso en 2022 y 2023                                        |
| 2023 | No se realizó el concurso en 2022 y 2023                                        | No se realizó el concurso en 2022 y 2023                                        | No se realizó el concurso en 2022 y 2023                                        | No se realizó el concurso en 2022 y 2023                                        |
| 2024 | Jermmy Abraham Otero                                                            | Vega Baja                                                                       | Top 6                                                                           | Ver lista - Mejor Pasarela                                                      |
| 2025 | Juan Roldán                                                                     |                                                                                 | Top 17                                                                          | Ver lista - Mejor Modelo del Caribe - Mejor Pasarela                            |

## Mister Celebrity International

### Historia
La organización de Mister Celebrity International Puerto Rico será encargada de elegir el candidato que representa a Puerto Rico en Mister Celebrity International.

### Clasificaciones
Puerto Rico nunca ha participado en Mister Celebrity International.
| Posicionamiento   | Cantidad | Año |
| ----------------- | -------- | --- |
| Ganador           | 0        |     |
| Primer Finalista  | 0        |     |
| Segundo Finalista | 0        |     |
| Top 5             | 0        |     |
| Top 15            | 0        |     |
| Top 30            | 0        |     |
| Total             | 0        |     |

### Representantes
- Ganador de Mister Celebrity International
- Finalista en Top 5
- Semifinalista en Top 15
- Semifinalista en Top 30

| Año  | Representante              | Pueblo                     | Posición                   | Premio                     |
| ---- | -------------------------- | -------------------------- | -------------------------- | -------------------------- |
| 2024 | Sin representación en 2024 | Sin representación en 2024 | Sin representación en 2024 | Sin representación en 2024 |

## Mister Friendship International

### Historia
La organización de Mister Friendship International Puerto Rico será encargada de elegir el candidato que representa a Puerto Rico en Mister Frienship International.

### Clasificaciones
Puerto Rico nunca ha participado en Mister Friendship International.
| Posicionamiento   | Cantidad | Año |
| ----------------- | -------- | --- |
| Ganador           | 0        |     |
| Primer Finalista  | 0        |     |
| Segundo Finalista | 0        |     |
| Tercero Finalista | 0        |     |
| Cuarto Finalista  | 0        |     |
| Top 10            | 0        |     |
| Total             | 0        |     |

### Representantes
- Ganador de Mister Friendship International
- Finalista en Top 5
- Semifinalista en Top 10

| Año  | Representante                        | Pueblo                               | Posición                             | Premio                               |
| ---- | ------------------------------------ | ------------------------------------ | ------------------------------------ | ------------------------------------ |
| 2021 | Sin representación entre 2021 y 2024 | Sin representación entre 2021 y 2024 | Sin representación entre 2021 y 2024 | Sin representación entre 2021 y 2024 |
| 2022 | Sin representación entre 2021 y 2024 | Sin representación entre 2021 y 2024 | Sin representación entre 2021 y 2024 | Sin representación entre 2021 y 2024 |
| 2023 | Sin representación entre 2021 y 2024 | Sin representación entre 2021 y 2024 | Sin representación entre 2021 y 2024 | Sin representación entre 2021 y 2024 |
| 2024 | Sin representación entre 2021 y 2024 | Sin representación entre 2021 y 2024 | Sin representación entre 2021 y 2024 | Sin representación entre 2021 y 2024 |

## Mister Cosmopolitan

### Historia
La organización de Mister Cosmopolitan Puerto Rico será encargada de elegir el candidato que representa a Puerto Rico en Mister Cosmopolitan.

### Clasificaciones
Puerto Rico nunca ha participado en Mister Cosmopolitan.
| Posicionamiento   | Cantidad | Año |
| ----------------- | -------- | --- |
| Ganador           | 0        |     |
| Primer Finalista  | 0        |     |
| Segundo Finalista | 0        |     |
| Tercero Finalista | 0        |     |
| Cuarto Finalista  | 0        |     |
| Top 8             | 0        |     |
| Total             | 0        |     |

### Representantes
- Ganador de Mister Cosmopolitan
- Finalista en Top 5
- Semifinalista en Top 8

| Año  | Representante                     | Pueblo                            | Posición                          | Premio                            |
| ---- | --------------------------------- | --------------------------------- | --------------------------------- | --------------------------------- |
| 2023 | Sin representación en 2023 y 2024 | Sin representación en 2023 y 2024 | Sin representación en 2023 y 2024 | Sin representación en 2023 y 2024 |
| 2024 | Sin representación en 2023 y 2024 | Sin representación en 2023 y 2024 | Sin representación en 2023 y 2024 | Sin representación en 2023 y 2024 |

## Mister Earth International

### Historia
El representante para Mister Earth International de Puerto Rico es elegido por la organización de Misters of Puerto Rico.

### Clasificaciones
Hasta 2023, Puerto Rico ha producido las siguientes clasificaciones:
| Posicionamiento   | Cantidad | Año |
| ----------------- | -------- | --- |
| Ganador           | 0        |     |
| Primer Finalista  | 0        |     |
| Segundo Finalista | 0        |     |
| Tercer Finalista  | 1        |     |
| Top 8             | 0        |     |
| Total             | 1        |     |

### Representantes
- Ganador de Mister Earth International
- Finalista en Top 4
- Semifinalista en Top 7

| Año  | Representante              | Pueblo                     | Posición                   | Premio                     |
| ---- | -------------------------- | -------------------------- | -------------------------- | -------------------------- |
| 2023 | Sin representación en 2023 | Sin representación en 2023 | Sin representación en 2023 | Sin representación en 2023 |
| 2024 | Kidanny Flores Guzmán      | Aguas Buenas               | Tercer Finalista           | Mister Fire                |
| 2025 | TBA                        | TBA                        | TBA                        | TBA                        |

## Mister Universe

### Historia
El representante para Mister Universe de Puerto Rico será elegido la organización de Mister Universe Puerto Rico.   

### Clasificaciones
Puerto Rico nunca ha competido en Mister Universe. 
| Posicionamiento   | Cantidad | Año |
| ----------------- | -------- | --- |
| Ganador           | 0        |     |
| Primer Finalista  | 0        |     |
| Segundo Finalista | 0        |     |
| Tercer Finalista  | 0        |     |
| Cuarto Finalista  | 0        |     |
| Top 10            | 0        |     |
| Top 20            | 0        |     |
| Total             | 0        |     |

### Representantes
- Ganador de Mister Universe
- Finalista en Top 5
- Semifinalista en Top 10
- Semifinalista  en Top 20

| Año  | Representante              | Pueblo                     | Posición                   | Premio                     |
| ---- | -------------------------- | -------------------------- | -------------------------- | -------------------------- |
| 2024 | Sin representación en 2024 | Sin representación en 2024 | Sin representación en 2024 | Sin representación en 2024 |

## Caballero Universal

### Historia
El representante para Caballero Univerasal de Puerto Rico es elegido en el certamen de Mister Beauty International Puerto Rico (MR.BIPR), presidido por Luis Vélez González.

### Clasificaciones
Hasta 2023, Puerto Rico ha producido las siguientes clasificaciones:
| Posicionamiento  | Cantidad | Año  |
| ---------------- | -------- | ---- |
| Ganador          | 0        |      |
| Virrey           | 1        | 2023 |
| Primer Principe  | 0        |      |
| Segundo Principe | 0        |      |
| Tercer Principe  | 1        | 2022 |
| Cuarto Principe  | 0        |      |
| Top 12           | 0        |      |
| Total            | 4        |      |

### Representantes
- Ganador de Caballero Universal
- Finalista como Virrey
- Finalista como Principe en Top 6
- Semifinalista  en Top 10

| Año  | Representante          | Pueblo     | Posición        | Premio         |
| ---- | ---------------------- | ---------- | --------------- | -------------- |
| 2021 | Kenneth Rosaly Matos   | San Juan   | No Clasificó    |                |
| 2022 | Ángel Rosado Cabrera   | Dorado     | Tercer Principe |                |
| 2023 | Enrique Alejandro Díaz | Río Grande | Virrey          |                |
| 2024 | Wesley Ramos Pérez     | Aguadilla  | Top 12          | Mejor Pasarela |
| 2025 | Noel Adrian Quiñones   | Yauco      | TBA             | TBA            |

## Mister Gay World

### Historia
El representante para Mister Gay World de Puerto Rico es elegido por la organización de Mister Gay World Puerto Rico.

### Clasificaciones
Hasta 2023, Puerto Rico ha producido las siguientes clasificaciones:
| Posicionamiento   | Cantidad | Año  |
| ----------------- | -------- | ---- |
| Ganador           | 1        | 2022 |
| Primer Finalista  | 0        |      |
| Segundo Finalista | 1        | 2021 |
| Tercer Finalista  | 0        |      |
| Cuarto Finalista  | 0        |      |
| Top 5             | 1        | 2020 |
| Top 10            | 0        |      |
| Total             | 3        |      |

### Representantes
- Ganador de Mister Gay World
- Finalista en Top 5
- Semifinalista en Top 10

| Año  | Representante                        | Pueblo                               | Posición                             | Premio |
| ---- | ------------------------------------ | ------------------------------------ | ------------------------------------ | --- |
| 2009 | Sin representación entre 2009 y 2012 | Sin representación entre 2009 y 2012 | Sin representación entre 2009 y 2012 | Sin representación entre 2009 y 2012 |
| 2010 | Sin representación entre 2009 y 2012 | Sin representación entre 2009 y 2012 | Sin representación entre 2009 y 2012 | Sin representación entre 2009 y 2012 |
| 2011 | Sin representación entre 2009 y 2012 | Sin representación entre 2009 y 2012 | Sin representación entre 2009 y 2012 | Sin representación entre 2009 y 2012 |
| 2012 | Sin representación entre 2009 y 2012 | Sin representación entre 2009 y 2012 | Sin representación entre 2009 y 2012 | Sin representación entre 2009 y 2012 |
| 2013 | Juan Luis Ortíz                      | Vega Baja                            | No Clasificó                         | |
| 2014 | Sin representación entre 2014 y 2019 | Sin representación entre 2014 y 2019 | Sin representación entre 2014 y 2019 | Sin representación entre 2014 y 2019 |
| 2015 | Sin representación entre 2014 y 2019 | Sin representación entre 2014 y 2019 | Sin representación entre 2014 y 2019 | Sin representación entre 2014 y 2019 |
| 2016 | Sin representación entre 2014 y 2019 | Sin representación entre 2014 y 2019 | Sin representación entre 2014 y 2019 | Sin representación entre 2014 y 2019 |
| 2017 | Sin representación entre 2014 y 2019 | Sin representación entre 2014 y 2019 | Sin representación entre 2014 y 2019 | Sin representación entre 2014 y 2019 |
| 2018 | Sin representación entre 2014 y 2019 | Sin representación entre 2014 y 2019 | Sin representación entre 2014 y 2019 | Sin representación entre 2014 y 2019 |
| 2019 | Sin representación entre 2014 y 2019 | Sin representación entre 2014 y 2019 | Sin representación entre 2014 y 2019 | Sin representación entre 2014 y 2019 |
| 2020 | Mickey Rivera                        | Carolina                             | Top 5                                | Mejor Cuestionario en Línea |
| 2021 | Joshuan Aponte                       |                                      | Segundo Finalista                    | Mejor en Traje de Baño |
| 2022 | José López Duvont                    | Río Grande                           | Mr Gay World 2022                    | Ver lista - Mejor Traje Típico - Mister Fotogénico - Mejor en Redes Sociales - Mejor en Traje de Baño - Mejor en Vestimenta Formal - Mejor en Deportes |
| 2023 | Sin representación en 2023           | Sin representación en 2023           | Sin representación en 2023           | Sin representación en 2023 |
| 2024 | Ángel Nieves Quiñones                | Canóvanas                            | No Clasificó                         | |
| 2025 | TBA                                  | TBA                                  | TBA                                  | TBA |